# دموع في عيون وقحة (مسلسل)
دموع في عيون وقحة. وهو مسلسل مصري؛ من أوائل المسلسلات المصرية التي كشفت عن الجواسيس وأنشطة المخابرات العامة ودورهم في حرب أكتوبر، تدور أحداث المسلسل في عدة بلدان بين مصر وإنجلترا وفرنسا واليونان. بطل المسلسل هو جمعة الشوان (الاسم الحقيقي أحمد الهوان) الذي لعب بطولته الممثل المصري عادل إمام.
صرح أكثر من مرة ان الشخصية الحقيقية لضابط المخابرات المصري الريس زكريا هو اللواء عبد السلام المحجوب، بينما ضابط الموساد هو شمعون بيريز.

## الشخصيات
- عادل إمام بدور جمعة الشوان
- معالي زايد بدور فاطمة
- محمود الجندي بدور مصطفى الشوان
- صلاح قابيل بدور ضابط المخابرات المصرية مدحت عبد الباقي أو الريس زكريا:عبد السلام المحجوب
- فاروق فلوكس بدور ديموس كيرياكوس
- مصطفى فهمي بدور ضابط الموساد إيزاك حاييم أو أبو داوود أو جيمي: شيمون بيريز
- أسامة عباس بدور ضابط الموساد إبراهام كلود أو حسن سوكه
- عزيزة حلمي بدور والدة جمعة
- مشيرة إسماعيل بدور جوجو

فريق العمل
- الإخراج : يحيى العلمي
- سيناريو وحوار : صالح مرسي
- موسيقى تصويرية : عمار الشريعي
- عدد الحلقات (14)

## مواضيع متعلقة
- أحمد الهوان - (جمعة الشوان في القصة والمسلسل)
- رأفت الهجان